# 시마즈 도요히사

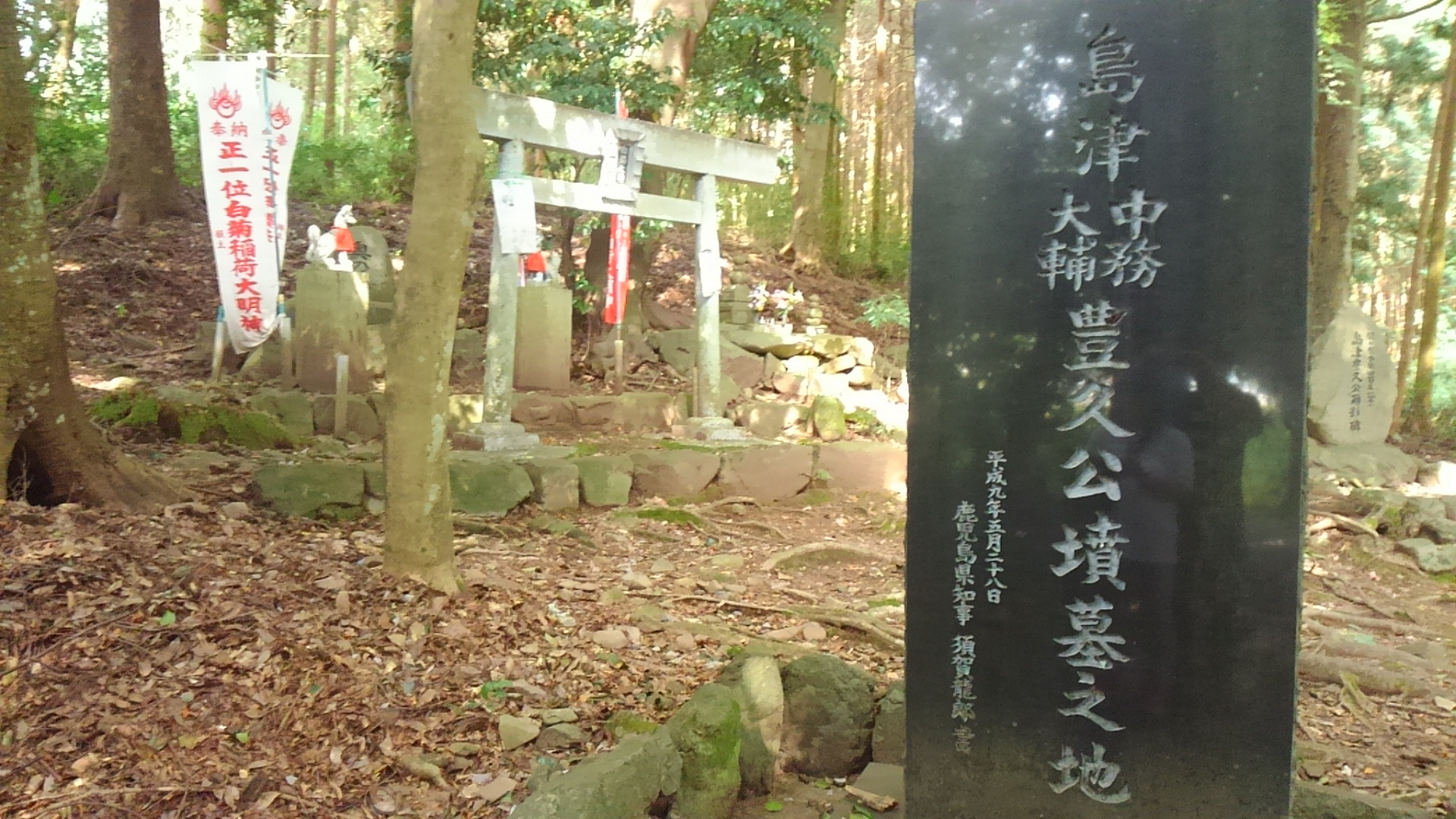
시마즈 도요히사 묘소

시마즈 도요히사(일본어: 島津 豊久, 1570년 ~ 1600년 10월 21일)은 센고쿠 시대에 활약한 무장이다. 초명은 다다토요(忠豊). 관위는 지주(侍従), 나카쓰카사노타이후(中務大輔).

## 생애
덴쇼 12년(1584년) 3월에 벌어진 오키타나와테 전투에 부친 시마즈 이에히사을 따라 출진하여 첫 출진을 장식하였다. 4월 14일 히고국에서 관례를 올렸다.
규슈 정벌로 시마즈 가문이 도요토미 히데요시에게 항복한 직후 부친 이에히사가 사망하자, 도요히사가 그 뒤를 이어 휴가국 사도와라성(佐土原城)의 성주가 되었다. 이후 히데요시를 따라 오다와라 정벌, 임진왜란 등 각지를 전전하였다.
게이초 4년(1599년)에는 시마즈 가문의 내분 쇼나이의 난(庄内の乱)에 출진하여 무공을 세웠다.
이듬해 게이초 5년(1600년)의 세키가하라 전투 때는 백부 요시히로와 함께 서군에 가담하여 전투에 참가하였다. 전투에서 동군의 우세가 확실해지자 요시히로가 적진을 돌파하여 퇴각을 결의하였을 때 요시히로를 대신하여 적의 표적이 되어(이른바 스테가마리(捨て奸)) 전사하였다.